# Comtat de Fernandina
El comtat de Fernandina és un títol nobiliari espanyol que el rei Ferran VII va concedir el 1816 a Gonzalo José de Herrera y Beltrán de Santa Cruz, regidor perpetu de l'Havana, cavaller de l'Ordre de Carles III i de l'Flor de Lis de França. Ferran VII va concedir la Grandesa d'Espanya el 1819 al II comte de Fernandina.

## Comtes de Fernandina
|                        | Titular                                               | Període                |
| Creació per Ferran VII | Creació per Ferran VII                                | Creació per Ferran VII |
| ---------------------- | ----------------------------------------------------- | ---------------------- |
| I                      | José María de Herrera y Herrera Beltrán de Santa Cruz | 1816-                  |
| II                     | José María Herrera y Herrera                          | 1819-1863              |
| III                    | José María Herrera y Garro                            | 1864-1917              |
| IV                     | José María Herrera y Montalvo                         | 1917-1924              |
| V                      | José María Herrera y Armenteros                       | 1925-1964              |
| VI                     | Fredesvinda Lucía de Herrera y Díaz                   | 1965-actual titular    |